# Алі Мансур
Алі Мансур (перс. علی منصور; 1886 — 8 грудня 1974) — іранський державний і політичний діяч, двічі обіймав посаду прем'єр-міністра країни.

## Кар'єра
1916 року був призначений на посаду міністра закордонних справ у кабінеті Воссуга ад-Даулі. Пізніше був губернатором Іранського Азербайджану. В кабінеті Махмуда Джама займав пост міністра суспільної праці. 1936 року Мансура звинуватили у фінансових махінаціях під час будівництва автомобільного шляху. Парламент зняв з Алі Мансура недоторканість і почалось розслідування, за підсумками якого його визнали невинуватим. Його було цілком реабілітовано, після чого Мансур продовжив працювати на державній службі в якості міністра промисловості. У червні 1940 року Алі Мансур очолив уряд. 25 серпня 1941 року британські та радянські війська окупували Іран, а Алі Мансур був змушений піти у відставку. Реза Пахлаві підозрював його у таємному співробітництві з британцями. За рік Мансур був нагороджений орден Британської імперії, що ще більше посилило підозри щодо його зв'язків з англійцями.
У лютому 1942 року Алі Мансур зайняв пост губернатора Хорасану. Іран перебував на межі економічного банкрутства і прем'єр-міністр Мухаммед Саєд зв'язався з американським послом і попрохав фінансової підтримки для розвитку інфраструктури й сільського господарства, а також будівництва доріг та аеропортів. Сполучені Штати кілька разів відповіли відмовою. У березні 1950 року Саєд подав у відставку, й Алі Мансур знову став прем'єр-міністром.
Завдяки гарним політичним зв'язкам з британцями Мансур вважав, що зможе отримати економічну допомогу для Ірану. Однак британці більше не вважали його своїм союзником і відмовили йому в наданні інвестицій в іранську економіку. Пізніше Мансур був послом Ірану в Ватикані й Туреччині. Він був одружений та мав сина Хассана-Алі Мансура, який від 1963 до 1965 року також очолював іранський уряд.